# Алмейрин (микрорегион)
Алмейрин (порт. Microrregião de Almeirim) — микрорегион в Бразилии, входит в штат Пара. Составная часть мезорегиона Байшу-Амазонас. Население составляет 67 570 человек (на 2010 год). Площадь — 90 377,815 км². Плотность населения — 0,75 чел./км².

## Демография
Согласно сведениям, собранным в ходе переписи 2010 г. Национальным институтом географии и статистики (IBGE), население микрорегиона составляет:
| Полное население                             | Полное население                             | Полное население                             | Полное население                             | 67 570 |
| -------------------------------------------- | -------------------------------------------- | -------------------------------------------- | -------------------------------------------- | ------ |
| в том числе:                                 | Городское население                          | 34 548                                       | Процент городского населения, %              | 51,13  |
|                                              | Сельское население                           | 33 022                                       | Процент сельского населения, %               | 48,87  |
|                                              | Мужское население                            | 35 080                                       | Процент мужского населения, %                | 51,92  |
|                                              | Женское население                            | 32 490                                       | Процент женского населения, %                | 48,08  |
| Плотность населения, чел/км²                 | Плотность населения, чел/км²                 | Плотность населения, чел/км²                 | Плотность населения, чел/км²                 | 0,75   |
| Население микрорегиона в % к населению штата | Население микрорегиона в % к населению штата | Население микрорегиона в % к населению штата | Население микрорегиона в % к населению штата | 0,89   |

## Статистика
- Валовой внутренний продукт на 2003 год составляет 471 119 148,00 реалов (данные: Бразильский институт географии и статистики).
- Валовой внутренний продукт на душу населения на 2003 год составляет 7469,22 реалов (данные: Бразильский институт географии и статистики).
- Индекс развития человеческого потенциала на 2000 год составляет 0,701 (данные: Программа развития ООН).

## Состав микрорегиона
В составе микрорегиона включены следующие муниципалитеты:
1. Алмейрин
2. Порту-ди-Мос